# Галапагосский канюк
Галапагосский канюк, или галапагосский сарыч (лат. Buteo galapagoensis) — хищная птица из семейства ястребиных, эндемик Галапагосских островов. Является сверхищником своего местообитания.

## Описание
Галапагосский канюк длиной до 56 см и весом от 650 до 850 г, по размерам сравним с обитающим в прериях Северной Америки ястребом Свейнсона и краснохвостым ястребом из тех же регионов, но размеры могут варьироваться в зависимости от населяемых видом островов. Половой диморфизм не выражен. В пределах представителей рода Buteo из Нового света по массе тела галапогосский канюк может соперничать только с королевским канюком. Оперение тёмно-коричневое, хвост с серыми полосами, восковица бледно-жёлтого цвета. Самка немного крупнее самца.

## Распространение
Галапагосский канюк обитает исключительно на Галапагосских островах. Его местообитание охватывает территорию от тропических лесов до степей и гор.

## Питание
Галапагосский канюк охотится, прежде всего, с воздуха. Представляя из себя высшее звено пищевой цепочки, эта птица имеет богатый рацион, который состоит исключительно из пищи животного происхождения. Одними из главных целей охоты являются саранча, многоножки, мелкие грызуны вроде галапагосского рисового хомяка; охота также ведётся на змей, ящериц и детёнышей морских черепах и игуан (также они охотятся и на взрослых особей некрупных видов). Иногда птицы потребляют в пищу падаль, раздирая её острым клювом на более мелкие кусочки, которые птица в состоянии проглотить.

## Размножение
Галапагосский канюк гнездится на деревьях, часто многократно используя одно и то же гнездо. При каждом гнездовании гнездо с годами увеличивается в размерах. Как самец, так и самка выкармливают птенцов.
Самка спаривается в среднем с двумя (от одного до восьми) самцами. При этом имеются абсолютно моногамные популяции, а также популяции, где все самки имеют несколько самцов. Самцы чаще не близко родственны друг к другу и все участвуют в выкармливании птенцов.
Как самец, так и самка высиживают до 3-х яиц. После появления на свет птенцов охотится только самец, в то время как самка остаётся и кормит их добычей, позже охотятся и кормят выводок оба родителя. Чаще выживает только один птенец, который в возрасте двух месяцев становится самостоятельным. Он остаётся со своими родителями до 4-х месяцев — до тех пор, пока они не прогонят его.

## Происхождение
Исследования митохондриальной ДНК галапагосского канюка и его ближайшего родственника свенсонова канюка (Buteo swainsoni) показали, что предки галапагосского канюка заселили острова около 300 000 лет назад. Вместе с тем, они являются недавними иммигрантами островов, по сравнению с дарвиновыми вьюрками, чьи предки прибыли на острова примерно 2—3 млн лет назад. Имеются также сведения, что галапагосские канюки находятся уже в начале разделения на несколько видов.

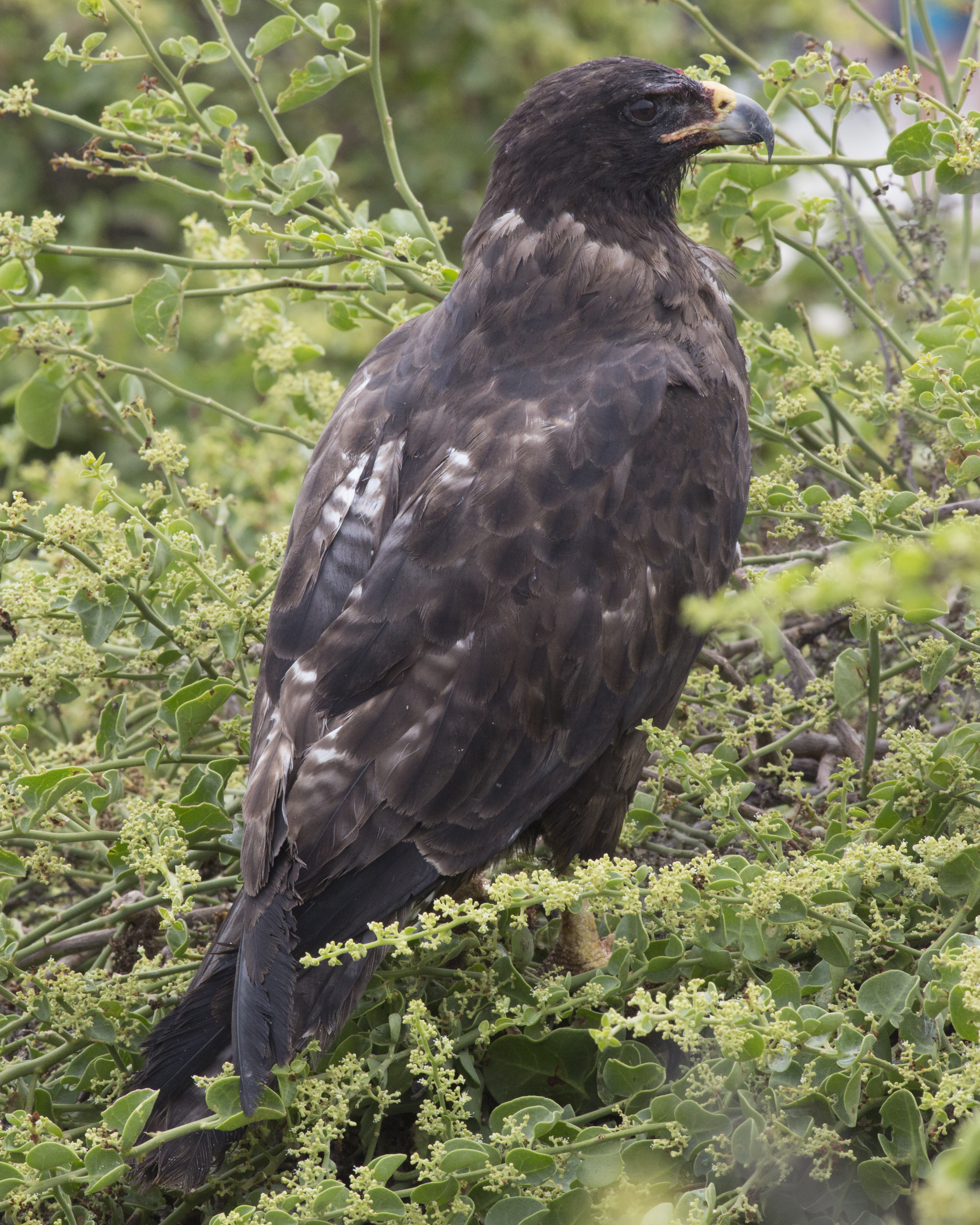